# Кубок України з футболу серед аматорів 2019—2020
Кубок України з футболу серед аматорських команд 2019—2020 — 23-й розіграш Кубка України під егідою ААФУ.

## Учасники
У розіграші Кубка брали участь 28 аматорських команд із 17 областей України.
| Команда             | Місто/село             | Область           |
| ------------------- | ---------------------- | ----------------- |
| «Авангард»          | м. Корюківка           | Чернігівська      |
| «Будівельник»       | м. Лисичанськ          | Луганська         |
| «Велетень»          | м. Глухів              | Сумська           |
| «Вікторія»          | смт Миколаївка         | Сумська           |
| «Вотранс»           | м. Луцьк               | Волинська         |
| «Звягель»           | м. Новоград-Волинський | Житомирська       |
| «Карпати-Енергетик» | м. Галич               | Івано-Франківська |
| «Легіон»            | м. Полтава             | Полтавська        |
| «ЛНЗ-Лебедин»       | с. Лебедин             | Черкаська         |
| «Мал»               | м. Коростень           | Житомирська       |
| «Маяк»              | м. Сарни               | Рівненська        |
| ОДЕК                | смт Оржів              | Рівненська        |
| «Олімпія»           | c. Савинці             | Полтавська        |
| «Перемога»          | м. Дніпро              | Дніпропетровська  |
| ФК «Покровськ»      | м. Покровськ           | Донецька          |
| «Полісся»           | с. Ставки              | Житомирська       |
| СК «Полтава»        | м. Полтава             | Полтавська        |
| «Рубікон-Вишневе»   | м. Вишневе             | Київська          |
| «Сапфір»            | м. Краматорськ         | Донецька          |
| «Світанок-Агросвіт» | с. Шляхова             | Вінницька         |
| «Скіф»              | с. Шульгинка           | Луганська         |
| «Скорук»            | смт Томаківка          | Дніпропетровська  |
| «Таврія»            | смт Новотроїцьке       | Херсонська        |
| «Таврія-Скіф»       | с. Роздол              | Запорізька        |
| «Універ-Динамо»     | м. Харків              | Харківська        |
| «Юність»            | с. Верхня Білка        | Львівська         |
| «Яруд»              | м. Маріуполь           | Донецька          |
| «LS Group»          | с. Верхня Сироватка    | Сумська           |

## Попередній етап
Матчі відбулися з 21 серпня по 11 вересня 2019 року.
| Команда 1           | Заг.           | Команда 2           | 1-й матч | 2-й матч |
| ------------------- | -------------- | ------------------- | -------- | -------- |
| «Маяк»              | 0:0 (пен. 4:2) | «Вотранс»           | 0:0      | 0:0      |
| «Рубікон-Вишневе»   | -:+            | «Олімпія»           | 0:2      | -:+      |
| «Карпати-Енергетик» | -:+            | «Звягель»           | 1:3      | -:+      |
| «Мал»               | +:-            | «Авангард»          | +:-      | +:-      |
| «Легіон»            | 1:7            | «Світанок-Агросвіт» | 1:2      | 0:5      |
| «Універ-Динамо»     | 4:1            | «Велетень»          | 2:0      | 2:1      |
| «Скіф»              | 7:1            | ФК «Покровськ»      | 5:0      | 2:1      |
| «Скорук»            | 3:0            | «Будівельник»       | 1:0      | 2:0      |
| «Яруд»              | 1:2            | «Таврія-Скіф»       | 0:1      | 1:1      |
| «Перемога»          | -:+            | «Сапфір»            | 1:3      | -:+      |
| СК «Полтава»        | 8:2            | «LS Group»          | 5:1      | 3:1      |
| «Полісся»           | 0:7            | «Юність»            | 0:4      | 0:3      |

## 1/8 фіналу
Перші матчі відбулися 18 вересня, матчі-відповіді — 25 вересня 2019 року.
| Команда 1       | Заг. | Команда 2           | 1-й матч | 2-й матч |
| --------------- | ---- | ------------------- | -------- | -------- |
| «Юність»        | 2:1  | «Маяк»              | 1:0      | 1:1      |
| ОДЕК            | 7:1  | «Звягель»           | 5:1      | 2:0      |
| «Мал»           | 0:7  | «Олімпія»           | 0:3      | 0:4      |
| «ЛНЗ-Лебедин»   | 2:0  | «Світанок-Агросвіт» | 0:0      | 2:0      |
| «Універ-Динамо» | 5:3  | «Сапфір»            | 3:0      | 2:3      |
| «Скорук»        | -:+  | «Вікторія»          | 1:2      | -:+      |
| «Скіф»          | 3:5  | СК «Полтава»        | 2:2      | 1:3      |
| «Таврія»        | 4:2  | «Таврія-Скіф»       | 3:0      | 1:2      |

## 1/4 фіналу
Перші матчі відбулися 9 та 16 жовтня, матчі-відповіді — 16 та 23 жовтня 2019 року.
| Команда 1       | Заг.    | Команда 2    | 1-й матч | 2-й матч |
| --------------- | ------- | ------------ | -------- | -------- |
| ОДЕК            | 2:1     | «Юність»     | 1:1      | 1:0      |
| «ЛНЗ-Лебедин»   | 3:3 (ч) | «Олімпія»    | 3:2      | 0:1      |
| «Універ-Динамо» | 2:3     | «Вікторія»   | 1:1      | 1:2      |
| «Таврія»        | 3:0     | СК «Полтава» | 2:0      | 1:0      |

## 1/2 фіналу
Перші матчі відбулися 8 липня, матчі-відповіді — 15 липня 2020 року.
| Команда 1 | Заг. | Команда 2  | 1-й матч | 2-й матч |
| --------- | ---- | ---------- | -------- | -------- |
| «Олімпія» | 4:2  | ОДЕК       | 2:1      | 2:1      |
| «Таврія»  | 0:3  | «Вікторія» | 0:1      | 0:2      |

## Фінал
Перший матч відбувся 22 липня, матч-відповідь — 29 липня 2020 року.
| Команда 1 | Заг. | Команда 2  | 1-й матч | 2-й матч |
| --------- | ---- | ---------- | -------- | -------- |
| «Олімпія» | 2:1  | «Вікторія» | 1:1      | 1:0      |

| Володар Кубка України серед аматорів 2019–2020 |
| ---------------------------------------------- |
| «Олімпія» (Савинці) Вперше                     |